# Килибарда
Килибарда је презиме које потиче из Бањана, Црна Гора. Порекло му није тачно установљено али постоје две могућности:
- од речи Хелебарда, одакле је могуће помислити да су Килибарде били нека гарда или у сваком случају војници наоружани хелебардама или
- од речи Ћилибар, тј. да су се Килибарде бавиле накитом, ћилибаром.

Из Бањана су се расељавали у остале крајеве.
У Ријеци Црнојевића има брдо које се зове Килибарда, или су Килибарде по њему добиле име (јер су насељавали тај крај) или је то брдо добило назив по братству Килибарди. Одатле су Килибарде отишле у Велестово, општина Цетиње,први предак за кога се зна из тог периода је Озро из Велестова. Затим су се Килибарде одселиле у Бањане, општина Никшић,а одатле су се расељавали у Невесиње-Босну, Прокупље, Београд, Врбас, Нови Сад-Србију, Америку... Презиме Килибарда има 23 огранка, али све Килибарде су настале од заједничког претка.
Братство Килибарда има своју цркву и гробље у селу Штрпци, општина Никшић. 
Постоји и верзија да је презиме Килибарда настало од имена два брата трговца из Италије, Кил и Барда, да су остали у Црној Гори, и да одатле потиче то презиме. Што је врло вероватно,ако се и најстарији траг презимена везује за Ријеку Црнојевића која је била велики трговачки центар. 
Такође, оно што се сигурно зна је да су Ераковићи и Пејовићи из Бањана блиско повезани родбински са братством Килибарда. Односно да су настали једни од других, тј. да су Килибарде настале од Ераковића или обрнуто. 
Постоји верзија презимена и по том основу, да је један брат био килав отуд Килибарде, а други ера отуд Ераковићи.
Постоји и верзија да презиме Килибарда потиче из Грчке.